# Robert Voit (Fotograf)
Robert Voit (* 1969 in Erlangen) ist ein deutscher Fotograf.

## Leben
Voit erhielt seine Ausbildung in den Jahren von 1993 bis 1996 an der Fachakademie für Fotodesign in München. In den Jahren von 1998 bis 2001 studierte er an der Akademie der Bildenden Künste München das Fach Fotografie unter anderem bei Gerd Winner, bevor er seine Studien in den Jahren bis 2005 an der Kunstakademie Düsseldorf bei Thomas Ruff fortsetzte. Von 2011 bis 2013 war er Dozent und Gastprofessor  an der  Akademie der Bildenden Künste Nürnberg.
Voits Fotoarbeiten besonders auf dem Gebiet der Architekturfotografie wurden mehrfach ausgezeichnet. Er veröffentlichte, zum Teil mit anderen Fotografen zusammen, mehrere Fotobücher.
Voit lebt und arbeitet in München.

## Preise und Auszeichnungen
- Reinhart-Wolf-Preis.
- Sophie Smoliar-Stipendium.
- Europäischer Architekturfotografie-Preis 2003.
- Förderpreis der Internationalen Bodenseekonferenz,
- Künstlerresidenz in Haiti durch das Institut Français d’Haiti und die Deutsche Botschaft in Port-au-Prince, Haiti.
- Künstlerresidenz in La Brea, Los Angeles, Kalifornien, USA.

## Ausstellungen
- 2014: New Trees und The Alphabet of New Plants, Campart, Manhattan, New York City, USA.
- 2014: The Alphabet of New Plants, Art Cologne, Galerie Walter Storms, München.
- 2013: Smile Japan 1997–2013, Micheko Galerie, München.

## Veröffentlichungen
- Ausstellungskatalog: Urbane Räume, Europäischer Architekturfotografie-Preis. Stuttgart 2003.
- Nikolaus Gelpke (Hrsg.): Venedig. mare dreiviertel verlag, Hamburg 2005.
- Andrea Gothe (Hrsg.): Made in Germany. Heidelberg 2008.
- Some New Trees; Text von Ulrike Westphal. Storms, München 2009. ISBN 978-3-927533-47-9.
- New Trees, mit einem Nachwort von Christoph Schaden. Steidl, Göttingen 2014, ISBN 978-3-86521-825-4.[1]